# Chlorops maculipleura
Chlorops maculipleura är en tvåvingeart som beskrevs av Enrico Adelelmo Brunetti 1913. Chlorops maculipleura ingår i släktet Chlorops och familjen fritflugor. Inga underarter finns listade i Catalogue of Life.